# 24325 Kaleighanne
24325 Kaleighanne è un asteroide della fascia principale. Scoperto nel 2000, presenta un'orbita caratterizzata da un semiasse maggiore pari a 2,4007076 UA e da un'eccentricità di 0,0894652, inclinata di 5,83845° rispetto all'eclittica.